# Jet Jongeling
Jet Jongeling (Delft, 1977) is een Nederlandse voormalig wielrenster, baanwielrenster en veldrijdster. In 1995 werd ze Nederlands kampioene tijdrijden. 
Jet Jongeling is de jongere zus van voormalig wielrenster Maria Jongeling.

## Belangrijkste uitslagen

### Wegwielrennen
1994
 Nederlands kampioenschap op de weg, junior vrouwen
1995
 Nederlands kampioenschap tijdrijden, elite vrouwen
1996
 Nederlands kampioenschap tijdrijden, elite vrouwen

### Veldrijden
1994
 Nederlands kampioenschap, elite vrouwen

### Baanwielrennen
| Jaar  | NK                           | EK    | WK    | Overig |
| Elite | Elite                        | Elite | Elite | Elite  |
| ----- | ---------------------------- | ----- | ----- | ------ |
| 1995  | achtervolging · 500m tijdrit |       |       |        |
| 1996  | achtervolging · 500m tijdrit |       |       |        |